# La controfigura
La controfigura è un film giallo italiano del 1971 diretto da Romolo Guerrieri.

## Trama
Giovanni, giovane architetto, mantenuto però dal ricco padre, è sposato con la giovane e frivola Lucia. L'uomo però è morbosamente attratto da Nora, la suocera, che viene a trovare la figlia e il genero mentre sono in vacanza in Marocco con una coppia di amici. Giovanni è convinto che la suocera Nora abbia intrapreso una relazione con un giovane americano, Eddie.
Deciso a verificare questo suo dubbio, entra in casa della suocera, trovando però il cadavere di Eddie, morto per ferite da arma da fuoco. Convinto che sia stata Nora ad ucciderlo, ne brucerà e nasconderà il corpo. Nora, però, era fuori città al momento dell'omicidio. Il vero killer si farà avanti e prenderà di mira Giovanni.